# Красносельський Вадим Миколайович
Вадим Миколайович Красносельський (рос. Вадим Николаевич Красносельский, рум. Вадим Николаэвич Красноселски, трансліт. Vadim Nikolaevici Krasnoselski; нар. 14 квітня 1970, ст. Даурія, Забайкальський район, Читинська область, РРФСР) — молдовський сепаратист[джерело?], «придністровський» політик. Президент невизнанної ПМР з 2016 року. Голова Верховної Ради невизнанної ПМР з 2015 по 2016. За рік до набуття мандату «президента» ПМР перебував у міжнародному розшуку 2007—2015, знятий з розшуку за ініціативою Молдови. Є власником декількох паспортів, зокрема, громадянин України.
ЄС заборонив Красносельському в'їзд на свою територію.

## Життєпис
Народився в сім'ї військовослужбовця. У 1993 р. закінчив з відзнакою Харківське вище військове командно-інженерне училище, у 2002 р. закінчив юридичний факультет Придністровського державного університету ім. Шевченка.
З 1993 по 2012 рр. проходив службу в Міністерстві внутрішніх справ Придністровської Молдавської Республіки на різних посадах. З 2003 по 2006 рр. — начальник УВС м. Бендери.
Перший заступник Міністра внутрішніх справ ПМР (2006—2007).
«Міністр» МВС ПМР (2007—2012). Генерал-майор міліції.
З 2012 по 2015 рр. керував службою безпеки холдингу «Шериф».
Депутат Верховної Ради ПМР VI скликання.
Одружений, має трьох дітей.

## Політичні погляди

### Історична пам'ять
Ще будучи главою МВС, Вадим Красносільський виступив ініціатором установки банерів із зображенням царської сім'ї зі словами: «Пробач, государю, дітей заблукали своїх». 13 лютого 2021 року на козацькому колі президент підтвердив, що і зараз продовжує увічнювати таким чином найважливіші історичні події та особистості.
У 2017 році з ініціативи Вадима Красносільського у Бендерах 29 серпня відродили щорічне святкування полкового свята Подільського 55-го піхотного полку Російської Імператорської армії. Традиційно, заходи розпочинаються на військово-меморіальному комплексі біля церкви Спаса Нерукотворного із покладанням квітів до поклонного хреста та виконанням гімну «Боже, Царя бережи!», після чого учасники заходу хресною ходою прямують до пам'ятника Російської слави, перед яким проходить військовий парад. Далі інші тематичні заходи відбуваються на території Бендерської фортеці та в Олександро-Невському храмі.
2020 року Вадим Красносільський виступив ініціатором створення Придністровського державного історичного музею.
16 січня 2023 року заснував орден Катерини Великої. Державна нагорода присуджуватиметься «відомим своїми високими духовно-моральними особистісними якостями та милосердям громадянам Придністровської Молдавської Республіки та громадянам іноземних держав за видатний внесок у миротворчу, гуманітарну та благодійну діяльність, збереження культурної спадщини Придністровської Молдавської Республіки»

### Монархічні погляди
За політичними поглядами Вадим Красносільський є конституційним монархістом. Про свої політичні уподобання політик говорив ще під час передвиборчої президентської кампанії. За словами глави держави, політичні погляди у нього сформувалися давно:
Жовтневу соціалістичну революцію 1917 року характеризує як «катастрофу», а більшовиків визначає як «зрадників» та «узурпаторів». Є ініціатором створення першого у Придністров'ї музею жертв політичних репресій. Політику розказування розцінює як «геноцид за класовою ознакою». Дотримується думки, що у Придністров'ї комуністами було організовано Голодомор. Підтримав і доручив опрацювати встановлення у Бендерах пам'ятника жертвам радянських репресій.
Для Вадима Красносільського прикладами є генералісимус Олександр Суворов, імператор Олександр III та прем'єр-міністр Петро Столипін. Також позитивно висловлювався про одного з лідерів Білого руху полковника Михайла Дроздовського.

### Декомунізація в Придністров'ї
Здійснює політику повернення придністровським містам їхніх дореволюційних прапорів та гербів. Радянську символіку глава держави вважає неактуальною

### Право на володіння зброєю
Вадим Красносільський є прихильником права громадян на зброю та підвищення її доступності. Глава Придністров'я вважає, що злочинці і так придбають зброю незаконним способом, тому необхідно дати можливість законослухняним громадянам озброюватися для самооборони.

## Соціальна політика
Вадим Красносільський оголосив 2018 Роком рівних можливостей. Основні напрямки проведення соціальної політики у сфері інтеграції осіб з обмеженими можливостями зафіксовані у Стратегії розвитку Придністровської Молдавської Республіки на 2019—2026 роки. Красносельський є противником створення ізольованих поселень інвалідів, зокрема на кшталт ізраїльських комун — кібуців.